# Huo Meng

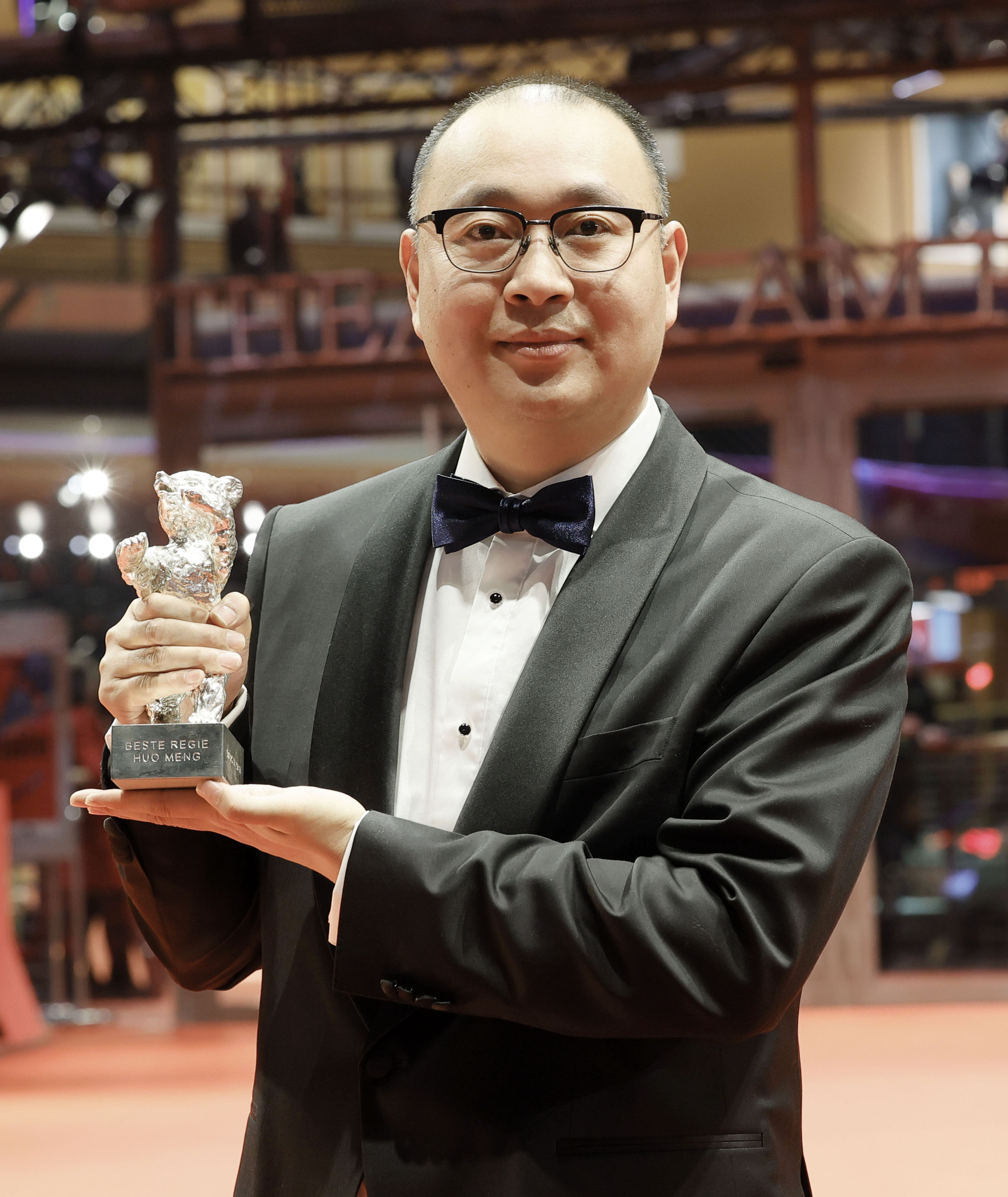
Huo Meng mit Silbernem Bär bei der Berlinale 2025

Huo Meng (chinesisch 霍猛; * 25. Juni 1984 in Taikang) ist ein chinesischer Filmregisseur, Filmproduzent, Drehbuchautor und Filmeditor.

## Karriere
Meng wurde 1984 in der chinesischen Provinz Taikang geboren. Mit seinem Regiedebüt Crossing the Border – Zhaoguan tourte er von 2018 bis 2020 durch die chinesischen Festivals. Er wurde in zwei Kategorien für den Goldenen Hahn nominiert und auf der Berlinale 2020 in der Sektion On Transmission gezeigt. Im Film geht es um einen Siebenjährigen, der mit seinem Großvater einen Roadtrip durch die Provinz macht. Dabei begegnen sie unterschiedlichen Personen in unterschiedlichen Lebenslagen.
Sein nächster Film sollte The Wind Is Unstoppable heißen, aber Meng änderte den Titel zu Living the Land. Der Spielfilm spielt 1991 und zeigt über vier Generationen, wie sich das chinesische Landleben durch die Industrialisierung veränderte. Er feierte Premiere bei der Berlinale 2025 im Hauptwettbewerb um den Goldenen Bären und Meng gewann den Silbernen Bär für die beste Regie. In einem Interview sagte er Variety, dass die chinesische Familie eigentlich eine Säule der chinesischen Gesellschaft bildet, diese Funktion in der Moderne aber nicht mehr ausfüllen kann.

## Filmografie
- 2018: Crossing the Border – Zhaoguan (Regie, Produktion, Buch)
- 2025: Living the Land (Sheng xi zhi di, Regie, Buch, Schnitt)

## Auszeichnungen (Auswahl)
- 2018: Jurypreis des Mi Ying Spirit Movie Award für Crossing the Border – Zhaoguan
- 2018: Pingyao International Film Festival in den Kategorien Beste Regie und Jugendpreis sowie Nominierung in der Kategorie Neues chinesisches Kino für Crossing the Border – Zhaoguan
- 2018: Jurypreis des Beijing Youth Film Festival und Nominierung in den Kategorien Bester Film und Beste Regie für Crossing the Border – Zhaoguan
- 2019: Weibo Movie Awards in der Kategorie Bestes Regiedebüt für Crossing the Border – Zhaoguan
- 2019: Publikumspreis Beijing International Film Festival für Crossing the Border – Zhaoguan
- 2019: NETPAC Award des Fajr Film Festival für Crossing the Border – Zhaoguan
- 2019: Shanghai International Film Festival in den Kategorien Bester Film und Beste Regie sowie Nominierung in den Kategorien Bestes Drehbuch und Bestes Regiedebüt für Crossing the Border – Zhaoguan
- 2019: Goldener-Hahn-Nominierung in den Kategorien Beste Regie und Bester Small-Budget-Film für Crossing the Border – Zhaoguan
- 2020: Huading Award in der Kategorie Beste Regie eines Spielfilms für Crossing the Border – Zhaoguan
- 2020: China Film Director’s Guild Award in der Kategorie Bestes Regiedebüt für Crossing the Border – Zhaoguan
- 2020: Shanghai Film Critics Awards in der Kategorie Top Ten für Crossing the Border – Zhaoguan
- 2025: Berlinale: Silberner Bär für beste Regie und Nominierung im Wettbewerb um Goldenen Bär für Living the Land